# I Мази (Фрозиноне)
I Мази је насеље у Италији у округу Фрозиноне, региону Лацио.
Према процени из 2011. у насељу је живело 69 становника. Насеље се налази на надморској висини од 123 м.